# Caïdat d'Aourir
Pour les articles homonymes, voir Aourir.
Le caïdat d'Aourir est une circonscription administrative marocaine situé dans le cercle d'Agadir-Atlantique, lui-même situé dans la préfecture d'Agadir Ida-Outanane, au sein de la région administrative de Souss-Massa. Son chef-lieu se trouve dans la commune éponyme d'Aourir.

## Communes
Seul une commune rurale est rattachée au caïdat d'Aourir : Aourir.
| Année | Nb. Commune | Liste Commune            |
| 1994  | 3           | Aourir, Aqsri, Taghazout |
| 2013  | 1           | Aourir                   |

## Historique
Le caïdat d'Aourir est créé en 1994 et est rattaché au cercle d'Agadir-Banlieue, lui-même rattaché à la préfecture d'Agadir Ida-Outanane, qui vient juste d'être créée. Il compte à sa création 3 communes rurales : Aourir, Taghazout et Aqsri. D'après le recensement officiel de la même année, le caïdat est peuplé de 26 927 habitants. À partir de 1997, dans le cadre d'un nouveau découpage territorial, la préfecture d'Agadir Ida-Outanane se trouve désormais dans la région de Souss-Massa-Drâa, tout comme le caïdat.
Lors du recensement de 2004, le caïdat connait une hausse de population et atteint 37 704 habitants. Mais à partir de 2013, dans le cadre du projet de décret no 2-13-126 adopté par le Conseil de gouvernement portant création de nouveaux cercles et caïdats, le caïdat perd 2 de ses communes à savoir, Taghazout et Aqsri au profit d'un tout nouveau caïdat : caïdat de Taghazout. Le caïdat d'Aourir tout comme celui de Taghazout sont rattachés à un nouveau cercle : Agadir-Atlantique. La population du caïdat baisse donc, et est théoriquement peuplé selon le recensement de 2004, de 27 483 habitants. Depuis le dernier recensement de 2014, le caïdat compte 36 948 habitants, pour une seule commune rurale.
Depuis 2015, dans le cadre du nouveau découpage régional, la région de Souss-Massa-Draâ est remplacée par la nouvelle région de Souss-Massa. La préfecture d'Agadir Ida-Outanane est donc intégrée à cette nouvelle région, tout comme le cercle d'Agadir-Atlantique, et donc le caïdat d'Aourir.

## Démographie
Selon les données communales des derniers recensements, la population du caïdat d'Aourir, avant le rattachement d'une partie de ses communes au caïdat de Taghazout, est passée de 1994 à 2004, de 26 927 à 37 704 habitants.
Mais en comptant seulement la seule commune que dispose le caïdat d'Aourir depuis le décret du 11 avril 2013, la population du caïdat est passée, de 1994 à 2004, de 16 578 à 27 483 habitants.
Depuis le dernier recensement de 2014, le caïdat d'Aourir est officiellement peuplé de 36 948 habitants et compte 8 292 ménages.
| Année                          | Population totale | Ménages | Nb. Commune |
| ------------------------------ | ----------------- | ------- | ----------- |
| 1994                           | 26 927            | 4 696   | 3           |
| 2004                           | 37 704            | 7 427   | 3           |
| 2014                           | 36 948            | 8 292   | 1           |
| Données issues de recensements |                   |         |             |

## Administration et politique

### Découpage territorial
| Commune | Population en 2004 (hab.) | Ménages en 2004 | Population en 2014 (hab.) | Ménages en 2014 |
| ------- | ------------------------- | --------------- | ------------------------- | --------------- |
| Aourir  | 16 578                    | 2 952           | 27 483                    | 8 292           |

### Offre de soin
| Commune | CSCA | CSC | DR |
| Aourir  | 1    | 0   | 0  |